# Atemptat de la Universitat de Kabul de 2019
El 19 de juliol de 2019, va explotar un cotxe bomba davant de la Universitat de Kabul, a la capital de l'Afganistan, Kabul, quan estudiants estaven esperant per fer un examen de dret. Va matar a 8 persones i va ferir a altres 33.